# Sisnando Davídiz
Sisnando Davídiz, en portugués Sesnando Davides, (Tentúgal-Coímbra, 25,26 o 28 de agosto de 1091) fue un político mozárabe, cónsul y alguacil del condado de Coímbra.

## Entorno familiar
Sisnando era hijo de David y de Susana, tal como consta en los documentos del monasterio de Lorvão y probablemente nació en Tentúgal, villa de la que heredó la mitad de sus padres. Tuvo dos hermanos, Zacarías y Mido Davídiz.
Contrajo matrimonio con Loba Núñez, cognomento Aurovelido, hija de Nuño Méndez, el último conde de Portucale —descendiente de Vímara Pérez—, y de su esposa Goncina. Este matrimonio entre Sisnando, de un linaje desconocido, con la heredera del último conde portucalense, pudo ser una forma de contrato para sellar la paz entre los mozárabes de Coímbra con las familias de la alta nobleza del norte de Portugal.  Los bienes del suegro de Sisnando, el conde Nuño Méndez, habían sido confiscados por el rey García de Galicia después de la derrota del conde portucalense en la batalla de Pedroso en 1071. Alfonso VI más tarde restitutyó a Loba y a su esposo Sisnando parte de las propiedades confiscadas. Sisnando y Loba fueron los padres de una hija:
- Elvira Sisnández, casada con Martin Muñoz (Martim Moniz en portugués),[9] de la familia de los Ribadouros,[10] también llamado Martín Muñoz de Montemor o Montemayor, hijo de Monio Fromariques y de Elvira Gondesendes.[11]  Después de la muerte de Sisnando, su yerno, Martín Muñoz, fue conde de Coímbra,[12] gobernador de Arouca y posiblemente de Lamego.[11] Intentó seguir con la política a favor de los mozárabes de su suegro, aunque al final abandonó Portugal y marchó a Valencia a la corte de El Cid.[11] Elvira y Martín tuvieron por lo menos una hija, Mayor Martínez, casada con Pedro Pardo.[13] El 1 de abril de 1155, Mayor Martínez donó la villa de Pozuelo de Campos al monasterio de San Pelayo en Oviedo por remedio de su alma y las de sus padres, que menciona como Martini Monniz de Monte Maior y Geloirae Sisnandi.[13]

En su testamento, Sisnando deja unas mandas para María, madre de su hijo Alfonso Sisnández, aunque no se conoce si fue un hijo legítimo o tenido fuera de matrimonio.

## Vida
Fue hecho prisionero o rehén por Al-Mutádid y llegó a ejercer altas funciones en la corte de Sevilla. Habría sido él quien convenció a Fernando I de León para que conquistase en 1064 la ciudad de Coímbra, erigida en sede del condado de Coímbra cuyo gobierno le fue concedido por este soberano. Nunca confirmó documentos con el título de conde y prefirió titularse cónsul o alvazil (alguacil).
Estuvo en Zaragoza entre 1076 y 1080 como embajador del rey Alfonso VI y ahí convenció a Paterno, obispo de Tortosa, también mozárabe, para que fuera a Coímbra como su nuevo obispo. En 1075 se encontraba en Oviedo actuando como juez junto con Rodrigo Díaz de Vivar donde ambos firmaron el documento como Sisnandum colimbricensem et Rudericum Didaz castellanum.
Extendió sus dominios por todo el valle del río Mondego, manteniendo, gracias a su origen mozárabe, la paz con las taifas musulmanas más al sur. Fue el responsable de la construcción o reconstrucción de diversos castillos entre los cuales destacaban el de Coímbra, Lousã, Montemor-o-Velho, Penacova y el de Penela. 
Habiendo gobernado hasta cerca del 1091, fue el responsable de la pacificación y defensa del territorio, principalmente de su reorganización, haciendo de Coímbra un centro floreciente, donde la cultura mozárabe vendría a conocer su canto de cisne. 
Falleció en agosto de 1091 y recibió sepultura en la Catedral Vieja de Coímbra.